# Huanghai N1
Huanghai N1 — среднеразмерный пикап, выпускающийся с 2014 года подразделением Huanghai Auto (黄海) компании SG Automotive (曙光汽车).

## Описание
Huanghai N1 дебютировал в 2014 году на Пекинском автосалоне, а продажи начались в мае 2014 года на китайском рынке. Автомобиль оснащён двумя двигателями внутреннего сгорания, являющимися производными от Mitsubishi:
- 2,4-литровый четырёхцилиндровый бензиновый двигатель мощностью 140 л. с. и крутящим моментом 200 Н·м;
- 2,5-литровый четырёхцилиндровый турбодизельный двигатель мощностью 100 л. с. и крутящим моментом 220 Н·м.

Двигатели сочетаются в паре с пятиступенчатой механической трансмиссией. Цены варьируются от 69800 до 82800 юаней.

## Huanghai N1S
Спортивная версия, называемая Huanghai N1S, имеет видоизменённые передний бампер и радиаторную решётку. Цены варьируются от 82800 до 109800 юаней.
- Вид спереди
- Вид сзади

## Huanghai Daniu
Huanghai Daniu (大牛, Big Buffalo) является фейслифтинговой версией Huanghai N1. Его длина составляет 5570 мм, ширина — 1840 мм, а высота — 1805 мм. Автомобиль оснащается 2,4-литровым бензиновым турбодвигателем мощностью 160 л. с. и крутящим моментом 320 Н·м, либо же 2,5-литровым турбодизельным двигателем мощностью 110 л. с. и крутящим моментом 360 Н·м. Компоновка — задне- или полноприводная.